# Юмакулов, Борис Абдуллаевич
Борис Абдуллаевич Юмакулов (29 мая 1949, Баку, Азербайджанская ССР, СССР) — советский футболист, полузащитник. Младший брат футболиста Рауфа Юмакулова.
В 1967—1968 годах сыграл три матча за бакинский «Нефтяник». В 1969 перешёл в ленинградский «Зенит», где в 1970 году играл вместе с братом Рауфом, сыграл 16 матчей, забил один гол. На следующий год вернулся в «Нефтчи», в котором закончил карьеру в 1973 году.